# Страшен съд
 Тази статия е за християнската концепция.  За фреската вижте Страшният съд (Микеланджело Буонароти).  
Страшният съд (или Денят на страшния съд) е основна концепция в есхатологията на християнството и на другите авраамически религии.
В християнството това събитие се нарича още последни дни и второ пришествие на Исус Христос. Това е Последният съд – когато най-сетне Господ ще въздаде справедливост на хората: праведниците ще бъдат възнаградени, а грешниците – наказани. За първите е отреден рай, а за вторите – ад. Денят на Страшния съд е свършек на този свят и край на историята.
В литературата и изкуството Страшният съд се изобразява като сцена на адски мъки за грешниците, особено за непокаялите се. Сред известните творби с подобна тематика са „Божествена комедия“ от Данте Алигиери и апокрифът „Ходене на Богородица по мъките“. Най-известната фреска на Страшния съд е тази на Микеланджело в Сикстинската капела. В България най-известните фрески на Съдния ден са тези в Драгалевския (1476 г.) и Рилския манастир (1835 г.).
През ХІХ век композицията става обичайна украса и за селските храмове, най-вече в Югозападна България.

## Християнски източници
Доктрината и иконографското описание на Страшния съд са извлечени от много пасажи с апокалиптично съдържание в Библията. Това са предимно Евангелието от Матей, Книгата на пророк Даниил, Откровението на Йоан, Книгата на пророк Исая.
Матей 3:10 – 12:

„10. и секирата лежи вече при корена на дърветата; затова всяко дърво, което не дава добър плод, бива отсичано и хвърляно в огън;

11. аз ви кръщавам с вода за покаяние; но Оня, Който иде подире ми, е по-силен от мене; аз не съм достоен да Му понеса обущата; Той ще ви кръсти с Дух Светий и с огън;

12. лопатата Му е в ръката Му, и Той ще очисти гумното Си и ще събере житото Си в житницата, а плявата ще изгори с неугасим огън.“

## Дати, на които е бил очакван Страшният съд
Френският монах Радулф Глабер е периодизирал историята в своите „Пет книги история“ върху принципите на есхатологията и учението за края на света и за задгробния живот. Цялата си концепция авторът свързва със заключението за края на света през 1000 г. След като това не става, Глабер поправя предсказанието си, в смисъл че хилядата години трябва да се броят не от Христовото рождество, а от страстите Христови. Тоест очакваната дата на Страшния съд се премества към 1033 г. Това предсказание също не се сбъдва.
През 1666 г. известният еврейски предсказател Шабатай Цви предрича връщането на божия народ в Йерусалим и Обетованата земя, но когато предсказанието му достига до ушите на султана, предсказателят под страх от наказание се отрича от учението си и дори приема исляма.
В навечерието на 2000 г. мнозина очакват края на света и Съдния ден или поне „компютърен Армагедон“ на 1 януари, но нищо такова не се случва..